# Jesse DuMond
Jesse William Monroe DuMond (* 11. Juli 1892 in Paris; † 4. Dezember 1976) war ein US-amerikanischer Experimentalphysiker.
DuMond wurde als US-Bürger in Frankreich geboren. Er studierte am Caltech, wo er 1916 seinen Bachelor-Abschluss machte (mit dem Bau einer Rechenmaschine, eines „Harmonic Analyzer“, für seine Master-These baute er eine Rechenmaschine für komplexe Zahlen) und 1929 in Physik promovierte. Dazwischen war er von 1917 bis 1918 bei General Electric als Elektroingenieur, kurz im Ersten Weltkrieg bei der Entfernungsbestimmung von Artillerie über Schall, 1919/1920 bei der Thomson-Houston Company in Paris und 1920/21 beim National Bureau of Standards, wo er mit innerer Ballistik beschäftigt war. Den Rest seiner Karriere war er ab 1929 am Caltech (auf Einladung von Robert Millikan), ab 1938 als Associate Professor und ab 1946 als Professor. 1963 emeritierte er.
Er war seit 1953 Mitglied der National Academy of Sciences. 1931 wurde er Fellow der American Physical Society.
DuMond wurde bekannt durch die Untersuchung der Linienverbreiterung im Compton-Effekt aufgrund der Geschwindigkeitsverteilung der Elektronen im Atom, ausgeführt in seiner Dissertation. Dazu entwickelte er neuartige Röntgenspektrometer mit mehreren Kristallen und hatte auch die ursprüngliche Idee zu Röntgenspektrometern mit gekrümmten Kristallflächen. Er baute seine Messapparate meist selbst und zeigte dabei großes mechanisches Geschick. Später beschäftigte er sich mit der präzisen Bestimmung fundamentaler physikalischer Konstanten, wie die Plancksche Konstante und die Elektronenladung. Er fand eine Diskrepanz im Wert der Elektronenladung zwischen dem Wert, den Millikan mit seinem Öltröpfchen-Experiment gemessen hatte, und dem Wert aus Röntgenbeugungsversuchen. Millikan überprüfte daraufhin sein altes Experiment und korrigierte dessen Ergebnis (als Parameter war die Viskosität der Luft eingeflossen, die Millikan von einem Studenten neu bestimmen ließ). Mit E. Richard Cohen veröffentlichte er regelmäßig Review-Berichte über den Stand der Bestimmung der fundamentalen physikalischen Konstanten. DuMond entwickelte auch ein Gammastrahlen-Spektrometer, das allerdings erst nach dem Zweiten Weltkrieg fertig wurde und mit dem er dann Kernspektroskopie betrieb.
Im Zweiten Weltkrieg beschäftigte er sich mit Raketentechnik, der Konstruktion einer Luftbildkamera und der Entmagnetisierung von Schiffen als Maßnahme gegen Magnet-Minen.
DuMond war zweimal verheiratet und hatte drei Kinder aus erster Ehe. Eine Tochter war mit Wolfgang Panofsky verheiratet.